# Emmanuele Zurlo
Emmanuele Zurlo (Catanzaro, 27 febbraio 1988) è un giocatore di beach soccer e calciatore italiano, attaccante del Catania Beach Soccer e della nazionale italiana di Beach Soccer.

## Carriera

### Beach soccer
L'8 giugno 2018 festeggia le 100 reti con la maglia del Catania.
Segna 4 reti al Tahiti nella prima giornata del Mondiale del 2019. Segna il rigore decisivo in semifinale contro la Russia che ha portato l'Italia in finale nel mondiale di beach soccer 2019.
Nel 2023 riceve la convocazione della nazionale italiana di beach soccer in vista dell'Europeo 2023 che si sarebbe disputato in Italia.
Il 24 settembre 2023 si aggiudica il titolo di campione d'Europa dopo aver sconfitto in finale la nazionale spagnola per 5-4.
Pochi giorni più tardi si aggiudica anche il Mondiale per Club con il Napoli.

### Calcio
Ha iniziato la sua carriera calcistica nelle giovanili del Catanzaro, con cui ha esordito in Serie C2 nel 2007.

## Palmares

### Nazionale
- Euro Beach Soccer League: 1

2023